# Навоёва (гмина)
Гмина Навоёва (пол. Gmina Nawojowa)—сельская гмина (волость) в Польше, входит как административная единица в Новосонченский повет, Малопольское воеводство. Население — 7516 человек (на 2004 год).

## Сельские округа
1. Бонча-Кунина
2. Фрыцова
3. Хомжиска
4. Навоёва
5. Попардова
6. Злотне
7. Железникова-Мала
8. Железникова-Велька